# Trzycież
Trzycież (cz. Střítežⓘ, niem. Trzitiesch) – wieś gminna i gmina w Czechach, w kraju morawsko-śląskim, w powiecie Frydek-Mistek. Miejscowość położona jest na Pogórzu Morawsko-Śląskim nad rzeką Ropiczanką, w granicach historycznego Śląska Cieszyńskiego.
W Trzycieżu znajduje się przystanek kolejowy o nazwie Střítež u Českého Těšína.

## Historia
Miejscowość po raz pierwszy wzmiankowana została w łacińskim dokumencie Liber fundationis episcopatus Vratislaviensis (pol. Księga uposażeń biskupstwa wrocławskiego), spisanej za czasów biskupa Henryka z Wierzbna ok. 1305 w szeregu wsi zobowiązanych do płacenia dziesięciny biskupstwu we Wrocławiu, w postaci item in Trezhez. Zapis ten (brak określenia liczby łanów, z których będzie płacony podatek) wskazuje, że wieś była w początkowej fazie powstawania (na tzw. surowym korzeniu), co wiąże się z przeprowadzaną pod koniec XIII wieku na terytorium późniejszego Górnego Śląska wielką akcją osadniczą (tzw. łanowo-czynszową). Wieś politycznie znajdowała się wówczas w granicach utworzonego w 1290 piastowskiego (polskiego) księstwa cieszyńskiego, będącego od 1327 lennem Królestwa Czech, a od 1526 roku w wyniku objęcia tronu czeskiego przez Habsburgów wraz z regionem aż do 1918 roku w monarchii Habsburgów (potocznie Austrii).
Miejscowa parafia katolicka pw. św. Michała Archanioła powstała w XIV lub w pierwszej połowie XV wieku. Została wymieniona w spisie świętopietrza sporządzonym przez archidiakona opolskiego Mikołaja Wolffa w 1447 pośród innych parafii archiprezbiteratu (dekanatu) w Cieszynie pod nazwą Stzreczicz.

## Urodzeni w Trzycieżu
- Paweł Twardy (1737–1807), autor polskich wydawnictw ewangelickich[7],
- Ida Münzberg (1876–1955), malarka
- Andrzej Krzywoń (1844–1911), superintendent Moraw i Śląska od 1909 do śmierci